# Yamaha 125 cc racers 1957-1959
De Yamaha 125 cc racers 1957-1959 waren de eerste 125 cc wegrace-motorfietsen die het merk Yamaha bouwde.

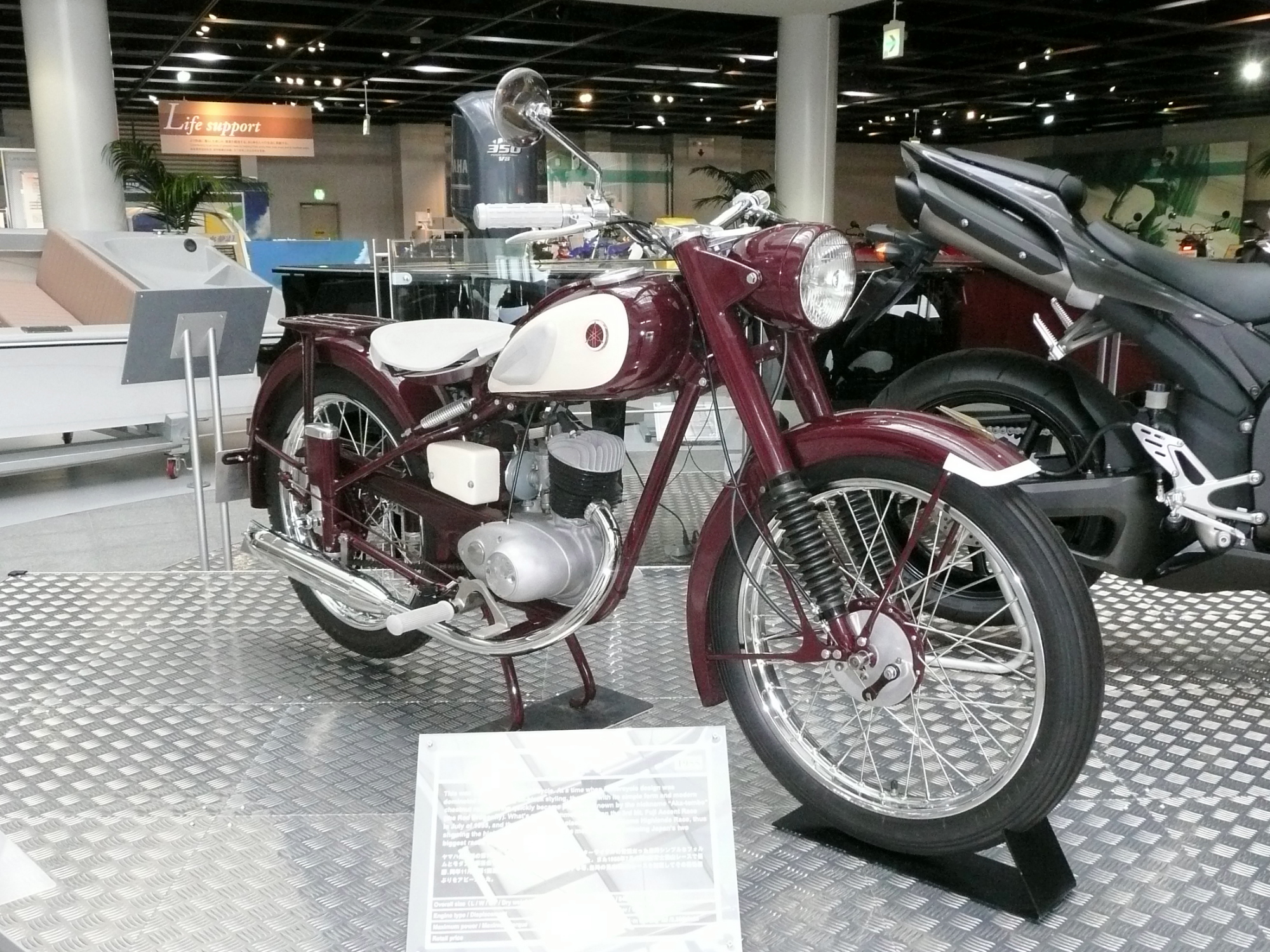
Yamaha's eerste motorfiets, de YA 1, werd aanvankelijk ook voor races gebruikt

In 1957 begon het jonge merk Yamaha deel te nemen aan races, maar dat gebeurde nog op onverharde wegen en uitsluitend in Japan. De belangrijkste wedstrijden werden georganiseerd op de flanken van de vulkaan Asama. Aanvankelijk had men geracet met een opgevoerde versie van de standaard Yamaha YA 1, die ca. 10 pk leverde, maar later bouwde men speciale racers.
In de 250 cc klasse werden tweecilinders ingezet, de Yamaha YD-A en later de YD-B, en in de 125 cc klasse werd gereden met eencilinders met dezelfde boring-slagverhouding. Deze boring-slagverhouding week af van de YA 1, men had dus speciale racemotoren ontwikkeld.
Door de combinatie van racers en onverharde wegen zagen de machines er wat vreemd uit: Ze hadden een stevig dubbel wiegframe, een sportzadel en een tophalf-stroomlijnkuipje, maar ook forse veerwegen en noppenbanden.

## Yamaha YA-A
De YA-A was een luchtgekoelde eencilinder tweetaktmotor met een boring en slag van 54 mm, waardoor de cilinderinhoud op 123,7 cc kwam. Hij was ook behoorlijk zwaar, het droog gewicht bedroeg 90 kg. Hij kwam in 1957 uit in races. De YA-A leverde ongeveer 14 pk.

## Yamaha YA-B
De YA-B verscheen aan het einde van 1957 en week nauwelijks af van de YA-A, maar de boring-slagverhouding was gewijzigd: de boring bedroeg nu 56 mm en de slag bedroeg 50 mm. Daarmee kwam de cilinderinhoud op 123,2 cc.